# Fabbriche di Vergemoli
Fabbriche di Vergemoli és un municipi de la província de Lucca, a la regió italiana de la Toscana, creat el dia 1 de gener 2014 a partir de la fusió dels municipis de Fabbriche di Vallico i Vergemoli.
El municipi conté les següents frazioni: Calomini, Campolemisi, Fabbriche di Vallico, Fornovolasco, Gragliana, San Pellegrinetto, Vallico Sopra, Vallico Sotto i Vergemoli.

## Evolució demogràfica
| Gràfica d'evolució demogràfica de Fabbriche di Vergemoli entre 1861 i |
|                                                                       |
| Font: ISTAT - Elaboració gràfica de Viquipèdia                        |